# Célia Houdart
Célia Houdart, née le 17 mars 1970 à Boulogne-Billancourt, est une auteure française.

## Biographie
Après des études de lettres et de philosophie à l'École normale supérieure (1991) et dix années dédiées à la mise en scène de théâtre, Célia Houdart se consacre à l'écriture. Elle est l'auteure de sept romans tous parus chez P.O.L., de deux récits "Villa Crimée", "Journée particulière" et de trois essais "Georges Aperghis. Avis de tempête" (édit. Intervalles),"French Riviera" (éd. P, coll. Les Contemporains) et "Erik Satie" (dessins : Alain Huck, (éd. La Philharmonie de Paris, coll. Supersoniques). Son œuvre comprend aussi des textes pour le théâtre, la danse et l'opéra. Depuis 2008, elle compose en duo avec Sébastien Roux des pièces diffusées in situ : parcours sonores et installations.
De 2005 à 2007, elle collabore comme dramaturge avec Mirella Giardelli dans le cadre de l'Atelier des Musiciens du Louvre-Grenoble Marc Minkowski.
Gil, son quatrième roman, bénéficie d'un accueil très enthousiaste de la part de la presse et se retrouve dans la sélection du Prix du Livre Inter.
Ses romans sont traduits en anglais, en italien, en danois, en néerlandais et en grec moderne.

## Distinctions
- Lauréate de la Villa Médicis Hors-les-murs en 1999
- Prix Henri de Régnier de l'Académie française en 2008 pour Les Merveilles du monde (P.O.L)
- Prix Françoise-Sagan 2012 pour Carrare (P.O.L).
- Prix du Festival Livres & Musiques de Deauville 2015 pour Gil (P.O.L.)

## Œuvres
- Les Merveilles du monde, roman, P.O.L, 2007[3] (ISBN 978-2-84682-193-3).
- Georges Aperghis. Avis de tempête, essai, éd. Intervalles, 2007  (ISBN 978-2-916355-30-6) .
- Le Patron , roman, P.O.L, 2009[4]  (ISBN 978-2-84682-317-3) .
- Fréquences, livret d'opéra (musique : Claude Berset, mise en scène : Fabrice Huggler, création au Temple Allemand de la Chaux-de-Fonds, 2004) et œuvre numérique pour iPhone, 2011[5].
- Carrare, roman, P.O.L, 2011 (ISBN 978-2-8180-1439-4).
- Gil, roman, P.O.L, 2015 (ISBN 978-2-8180-2124-8).
- Éveil des oiseaux, avec Graziella Antonini, André Baldinger, Olivier Bouillère, Clélia Nau, Camille Saint-Jacques, art&fiction, 2015  (ISBN 978-2-940377-88-6) .
- French Riviera. Promenade autour de la villa E - 1027. Éditions P collection Les Contemporains, 2016  (ISBN 978-2-917768-58-7) .
- Tout un monde lointain, roman, P.O.L, 2017  (ISBN 978-2-8180-4229-8).
- Villa Crimée,  roman, P.O.L, 2018[6] (ISBN 978-2-8180-4483-4).
- Le Scribe, roman, P.O.L., 2020[7] (ISBN 978-2-8180-4972-3).
- Journée Particulière, récit, P.O.L, 2021  (ISBN 978-2-8180-5369-0) .
- Erik Satie (dessins : Alain Huck), éd. La Philharmonie de Paris, coll. Supersoniques, 2023

```
(
ISBN
 
979-10-94642-71-9
)
 .
```

- Les Fleurs sauvages, roman, P.O.L, 2024[8] (ISBN 978-2-8180-5786-5)

## Pièces sonores
- 2008 Précisions sur les vagues #2, avec Sébastien Roux et Olivier Vadrot (Cocktail designers), texte Marie Darrieussecq, voix Valérie Dréville, festival d'Avignon, CDN Orléans/Loiret/Centre.
- 2009 Dérive, avec Sébastien Roux, parcours sonore, voix Laurent Poitrenaux et Agnès Pontier, biennale Evento Bordeaux.
- 2010 car j'étais avec eux tout le temps, parcours sonore, avec Sébastien Roux, voix Laurent Poitrenaux et Agnès Pontier, Festival d'Avignon et Chartreuse de Villeneuve-Lez-Avignon.
- 2011 Paysages Rectangles, installation avec Sébastien Roux et Olivier Vadrot, voix Laurent Poitrenaux, prod. Césaré, festival entre Cour et Jardins, Parc Jean-Jacques Rousseau d'Ermenonville.
- 2013 Oiseaux-tonnerre, diptyque, parcours sonore et installation, pour le Puits Morandat de Gardanne et la Montagne Sainte-Victoire, M2013, AEM, GMEM-marseille.
- 2013 La Veille, installation et performance, avec Sébastien Roux, Olivier Vadrot et Yannick Fouassier, voix Laurent Poitrenaux et les élèves de la Comédie de Reims, prod. Césaré, festival Reims Scène d'Europe, repris à l'ABC La Chaux-de-Fonds (2017)
- 2014 Nulla Dies avec Sébastien Roux, Parc Jean-Jacques Rousseau d'Ermenonville.
- 2018 Villa Crimée, lecture amplifiée avec Sébastien Roux, festival Ritournelles (Bordeaux et Limoges).Comédie de Reims (2021)